# Plopu (okręg Caraș-Severin)
Plopu – wieś w Rumunii, w okręgu Caraș-Severin, w gminie Armeniș. W 2011 roku liczyła 6 mieszkańców. 